# Sihuas (provincie)
| Sihuas                                                 | Sihuas                        |
| ------------------------------------------------------ | ----------------------------- |
| Oraşul Sihuas, capitala provinciei                     |                               |
| Harta localizării provinciei în cadrul regiunii Ancash |                               |
| Informații generale                                    |                               |
| Nume nativ                                             | Provincia de Sihuas           |
| Țară                                                   | Peru                          |
| Regiune                                                | Ancash                        |
| Primar                                                 | José López (2007-2010)        |
| - Capitală                                             | Sihuas                        |
| - Suprafață totală                                     | 1456 km2                      |
| - Districte                                            | 10                            |
| Populație                                              |                               |
| An recensământ                                         | 2005                          |
| - Totală                                               | 36 082                        |
| - Densitate                                            | 24,78/km2                     |
| Fus orar                                               | UTC-5                         |
| Sit web                                                | http://www.munisihuas.gob.pe/ |
| UBIGEO                                                 | 0219                          |
| Modifică text                                          |                               |

Sihuas este una dintre cele douăzeci de provincii din regiunea Ancash din Peru. Capitala este orașul Sihuas. Se învecinează cu provinciile Pallasca, Pomabamba, Huaylas și Corongo și cu regiunea La Libertad.

## Diviziune teritorială
Provincia este divizată în 10 districte (spaniolă: distritos, singular: distrito):
- Sihuas
- Acobamba
- Alfonso Ugarte
- Cashapampa
- Chingalpo
- Huayllabamba
- Quiches
- Ragash
- San Juan
- Sicsibamba

## Grupuri etnice
Provincia este locuită de către urmași ai populațiilor quechua. Limba spaniolă este limba care a fost învățată de către majoritatea populației (procent de 62,89%) în copilărie, iar 36,83% dintre locuitori au vorbit pentru prima dată quechua. (Recensământul peruan din 2007)